# Waddams Township
Die Waddams Township ist eine von 18 Townships im Stephenson County im Nordwesten des US-amerikanischen Bundesstaates Illinois.

## Geografie
Die Waddams Township liegt im Nordwesten von Illinois, rund 10 km südlich der Grenze zu Wisconsin. Der Mississippi, der die Grenze zu Iowa bildet, befindet sich rund 60 km westlich.
Die Waddams Township liegt auf 42°25′03″ nördlicher Breite und 89°45′10″ westlicher Länge und erstreckt sich über eine Fläche von 92,71 km². Die Township wird in Nord-Süd-Richtung vom aus Wisconsin kommenden Pecatonica River durchflossen, einem Nebenfluss des Rock River.
Die Waddams Township liegt im nordwestlichen Zentrum des Stephenson County. Sie grenzt im Nordwesten an die Winslow Township, im Nordosten an die Oneco Township, im Osten an die Buckeye Township, im Süden an die Harlem sowie die Erin Township, im Südwesten an die Kent Township und im Westen an die West Point Township.

## Verkehr
Durch den Westen der Township verläuft die Illinois State Route 73. Alle weiteren Straßen sind untergeordnete und zum Teil unbefestigte Fahrwege.
Der nächstgelegene Flugplatz ist der rund 30 km südöstlich gelegene Albertus Airport bei Freeport, dem Zentrum der Region.

## Bevölkerung
Bei der Volkszählung im Jahr 2010 hatte die Township 807 Einwohner. Neben Streubesiedlung existiert in der Waddams Township mit McConnell nur eine gemeindefreie Siedlung.